# ميخائيل فيني
ميخائيل فيني (بالإنجليزية: Michael Kenneth Finney)‏ (7 أكتوبر 1991 بسميثس ستيشن في الولايات المتحدة - ) هو ملاكم أمريكي، صنّف ضمن فئة وزن الويلتر.

## إحصائيات
خاض خلال مسيرته 19 نزالا، فاز في 13 وتعادل في 1 وخسر في 5. فاز بالضربة القاضية في 11 نزالا.

## روابط خارجية
- ميخائيل فيني على موقع بوكس ريك (الإنجليزية) (registration required)